# Validação do casamento
No direito canônico católico, uma validação do casamento ou convalidação do casamento é a validação de um casamento putativo católico. Um casamento putativo é aquele em que pelo menos uma das partes do casamento acredita erroneamente que ele é válido.  A validação envolve a remoção de um impedimento canônico, ou sua dispensa, ou a remoção do consentimento defeituoso.   No entanto, os filhos de um casamento putativo são legítimos. 

## Validação simples
Se o impedimento ao casamento for um consentimento defeituoso de uma ou de ambas as partes, a simples renovação do consentimento elimina o impedimento e pode efetuar a validação. 
Quando o casal tiver recebido a dispensa, os cônjuges podem validar o casamento por simples renovação do consentimento segundo a forma canónica como novo ato de vontade.  Quando o impedimento afetou apenas uma das partes e a outra o desconhecia, somente aquele que tiver conhecimento do impedimento deve renovar o consentimento.  Se o impedimento for conhecido por ambas as partes, ou o impedimento for público, é necessária uma renovação pública do consentimento por ambas as partes. 

## Sanação radical
O Papa ou um bispo pode dar uma dispensa a um impedimento, dando ao casamento validação retroativa chamada sanação radical ou sanatio in radice (latim: "cura na raiz"). Alguns impedimentos só podem ser dispensados pelo papa,  outros podem ser dispensados pelo bispo diocesano,  enquanto outros não podem ser dispensados (consanguinidade na linha direta ou no segundo grau da linha colateral). 
A sanatio in radice dispensa retroativamente o impedimento e torna válido o casamento putativo a partir do momento em que a sanação é concedida.  O sanatio valida o casamento em razão de um consentimento anteriormente dado, mas ineficaz por causa de um impedimento.  Retirado ou dispensado o impedimento, o consentimento é ipso facto ratificado e não é necessária renovação. Nesse caso, é necessário que o consentimento de ambas as partes ao casamento não tenha cessado e que seu casamento tenha a aparência externa de um casamento verdadeiro.